# Responsori
Un responsori és un tipus de cant propi de les litúrgies cristianes occidentals.

## Definició
En general, un responsori és qualsevol salm, càntic, o altra forma de música sacra vocal que s'interpreti de manera responsorial: amb un cantor o petit grup de gent cantant versos, mentre que la resta del cor o de la congregació responen amb una tornada. Tanmateix, aquest article profunditza en els cants de la tradició cristiana occidental, que s'han designat tradicionalment amb el nom de responsoris. Tant en el ritu romà i ritus fortament influenciats per aquest, com en el ritu anglès d'abans de la reforma o el ritu monàstic de l'Orde de Sant Benet; aquests cants s'interpreten habitualment després de les lectures de l'ofici diví. També s'han utilitzat en cants processionals.

## Estructura i interpretació
Un responsori s'estructura en dues parts: una tornada i un vers. Tot i que les maneres d'interpretar un responsori poden variar, és habitual que el cantor sigui l'encarregat d'introduir la tornada; i tot el cor s'hi uniria tot seguit. Un cantor o un grup petit de gent canta el vers; o bé el comença un cantor i el segueix el cor sencer. El cant conclou amb una repetició total o parcial de la tornada. La segona repetició de la tornada va sovint acompanyada d'una doxologia menor, Gloria Patri et Filio et Spiritui Sancto, cantada pel cantor i és seguida finalment per una tercera repetició de la tornada o part d'aquesta.